# Takuya Jinno
Takuya Jinno (jap. 神野 卓哉, Jinno Takuya; * 1. Juni 1970 in Sōka) ist ein ehemaliger japanischer Fußballspieler.

## Karriere

### Verein
Er begann seine Karriere bei Yokohama Marinos, wo er von 1989 bis 1995 spielte. Er trug 1995 zum Gewinn der J1 League bei. 1996 folgte dann der Wechsel zu Vissel Kobe. 1999 folgte dann der Wechsel zu Ōita Trinita. In der Saison 1999 wurde er mit 19 Toren Torschützenkönig der J2 League. Danach spielte er bei FC Tokyo (2000), Ōita Trinita (2001) und Yokohama FC (2001–2003). 2003 beendete er seine Spielerkarriere.

### Nationalmannschaft
Jinno wurde in den Kader der japanischen Fußballnationalmannschaft für die Asienmeisterschaft 1992 berufen und gewann mit der Mannschaft den Titel, ohne auch nur eine Minute auf dem Platz gestanden zu haben.

## Erfolge

### Verein
Yokohama Marinos
- Asienpokal der Pokalsieger: 1991/92, 1992/93
- Japan Soccer League/J1 League: 1990, 1995
- JSL Cup: 1989, 1990
- Kaiserpokal: 1989, 1991, 1992

### Nationalmannschaft
- Asienmeisterschaft: 1992

## Auszeichnungen
- J2 League Torschützenkönig: 1999